# Beatlesongs!
Beatlesongs! (sottotitolo: The Best of The Beatles Novelty Records) è un album compilation pubblicato dalla Rhino Records nel 1982 (n° cat. RNLP 803), contenente canzoni recitate e parodie di brani musicali ispirati ai The Beatles.

## Descrizione
La copertina originale dell'LP causò forti polemiche poiché era costituita da un disegno opera dell'illustratore William Stout che comprendeva una caricatura di Mark David Chapman, l'uomo che aveva assassinato John Lennon, appena due anni prima. Chapman, in divisa da fan dei Beatles, è posizionato sull'estrema sinistra dell'illustrazione di copertina con in mano un lembo di uno striscione con la scritta "We Love You Beatles" e una copia del romanzo Il giovane Holden di J.D. Salinger. In seguito, a causa delle critiche ricevute, la Rhino ritirò il disco e lo ristampò con una copertina differente. Le note interne dell'album sono opera di Ken Barnes.

## Tracce
Lato A
1. The Invasion (Buchanan and Greenfield)
2. Hold My Hand (The Rutles)
3. We Love You Beatles (The Carefrees)
4. My Boyfriend Got A Beatle Haircut (Donna Lynn)
5. Letter From Elaina (Casey Kasem)
6. Beatlemania (Jack Nitzsche)

Lato B
1. Beatle Rap (The Qworymen)
2. L.S. Bumble Bee (Peter Cook & Dudley Moore)
3. I'm The Meany (Wild Man Fischer)
4. Pop Hates The Beatles (Allan Sherman)
5. Letter To The Beatles (The Four Preps)
6. The Beetle (Gary Usher)